# Dysstroma nigrobrunneata
Dysstroma nigrobrunneata là một loài bướm đêm trong họ Geometridae.